# Stade Jacques-Rimbault
Le stade Jacques-Rimbault est un stade de football situé à Bourges dont le club résident est le Bourges FC, club issu de la fusion entre le Bourges Foot et le Bourges 18.

## Histoire
En 1986, la montée du FC Bourges en Division 2, l'élite amateur, et la popularité du football à Bourges donnent des idées à la municipalité de Jacques Rimbault. Le 26 juin 1986, le conseil municipal délibère sur l'achat de terrains pour construire un complexe sportif, au lieu-dit « Les Grosses Plantes » près d'Asnières-lès-Bourges.
La première tranche du projet est ambitieuse, mais la ville possède seulement une emprise de 11 hectares sur cet espace, et l'ensemble du projet possède une superficie totale de 46 hectares. Il faut donc procéder à des expropriations comme cela est courant en la matière. Le projet revient au conseil municipal de l'automne 1986, il faut en effet acquérir 35 hectares se composant de 250 parcelles. Une seconde grosse tranche est prévue mais le problème de l'accès se pose, puisque aucune route nouvelle n'est envisagée pour une desserte pratique des automobiles. La qualité des sol et sous-sol est aussi remise en question.
L'inauguration du stade des Grosses plantes est prévue quelques semaines après l'élimination des Girondins de Bordeaux par le FCB en Coupe de France. Le 29 juin 1991 est un sommet du football local,. La nouvelle enceinte coûte 58 millions de francs répartis entre l'État, la région Centre, le Conseil général du Cher et la ville. L'inauguration est attrayante avec un match entre Bourges et l'AS Saint-Étienne suivi par une rencontre entre l'AJ Auxerre et le Legia Varsovie.
En 1993, Jacques Rimbault décède, il est remplacé par Jean-Claude Sandrier au poste de maire. Ce dernier termine son premier discours en proposant au Conseil municipal, au nom de la majorité : « de donner au Stade dit « des Grosses Plantes » le nom de Jacques-Rimbault »,.
La même année, on s'aperçoit que le stade vieillit mal. Les services de la ville découvrent des anomalies de construction. Sur le plan sportif, l'équipe de football de Bourges ne fait pas d'exploits, et surtout les installations se dégradent. Un litige et un procès opposent alors la municipalité de Serge Lepeltier aux entreprises qui ont construit le stade. La plainte est déposée en octobre 2002 contre le cabinet d'architectes et deux entreprises. Devant les fissures, rouilles et autres problèmes étanchéité, et après expertise et contre-expertises, en septembre 2007, le tribunal tranche et la ville est indemnisée,.
À l'été 2017, alors que les deux principaux clubs de la ville (Bourges 18 et Bourges Foot) s’apprêtent à jouer dans la même division (National 3), le second demande à jouer au stade Jacques-Rimbault à domicile. Les raisons invoquées sont l'égalité de traitement entre les deux clubs, de la part de la ville, qui vont évoluer au même niveau et le fait que le stade Yves-du-Manoir (celui du BF) est non-adapté bien qu'homologué.

## Structure et équipements
Le stade Jacques Rimbault de Bourges est constitué d'une tribune latérale d'environ 3 000 sièges individuels et de trois autres tribunes de même hauteur chacune prenant la forme de gradins. Il y a également un peu de place devant les gradins pour des pesages (places debout en pelouse).
La capacité est de 8 000 places. Il est homologué pour la catégorie A par la FFF.

## Utilisation du stade

### Club principal de Bourges
Le stade des Grosses Plantes est construit pour pouvoir accueillir les rencontres de seconde division du Football Club de Bourges.
Aujourd'hui, le stade Jacques-Rimbault est le stade principal de la ville de Bourges. Il accueille le club de football du Bourges 18 (Bourges FC), en division nationale 2.

### Matchs nationaux et internationaux
Il a aussi accueilli la rencontre amicale France espoirs-Estonie espoirs (3-0) le 27 mars 2009, la finale de la Coupe de France de football féminin 2011-2012 (Olympique Lyonnais 2-1 Montpelier HSC) et les demi-finales de la Coupe Gambardella 2016-2017, en tant que terrain neutre.

## Affluences

### Records d'affluence
Les meilleurs affluences du stade sont toutes faites sous l'ère du Football Club de Bourges en deuxième division.
| #  | Match                            | Affluence | Année | Compétition     | Sport    |
| -- | -------------------------------- | --------- | ----- | --------------- | -------- |
| 1  | Bourges Foot- Olympique Lyonnais | 10 000    | 2019  | Coupe De France | Football |
| 2  | FC Bourges - AS Nancy-Lorraine   | 4 675     | 1994  | D2              | Football |
| 3  | FC Bourges - Le Havre AC         | 4 500     | 1991  | D2              | Football |
| 4. | FC Bourges - Le Mans UC          | 4 331     | 1992  | D2              | Football |
| 5  | FC Bourges - Stade rennais FC    | 4 301     | 1993  | D2              | Football |

### Affluences moyennes
Au cours de ses 21 premières années d'existence, le stade Jacques-Rimbault de Bourges n'a guère l'occasion de faire le plein. Certes, il y a quelques beaux jours en 2e division de football et le FC Bourges. Mais très vite, le football local est tombé dans les oubliettes. Avec pourtant une capacité de 8 000 places, le stade n'attire guère que quelques petites centaines de spectateurs pour venir voir jouer le désormais Bourges 18,.